# Modul (Architektur)
Der Begriff Modul (von lateinisch modulus „Maß“) bezeichnet ein Grundelement bzw. eine Grundeinheit, die bei einem Entwurf oder für die Fertigung festgelegt werden. In der Architektur und bei der Untersuchung archäologischer Befunde wird allgemein ein gemeinsames Grundmaß, das den Abmessungen eines Gebäudes oder einer Anlage zugrunde liegt, so dass alle Abmessungen sich als Vielfache dieses Grundmaßes ausdrücken lassen, Modul genannt. In Archäologie und Kunstgeschichte wird oft parallel Baumaß oder Grundmaß verwendet.
Der Begriff modulus erscheint mehrfach in Vitruvs De architectura libri decem (3.1.1, 3.3.7, 3.5.8–9, 4.3.3f, 5.9.3). Wie er (1.2.4) erklärt, sollen an einem Bauwerk die einzelnen Bauglieder maßlich aufeinander und zum Gesamtbau abgestimmt werden, wozu ein Modul dienen kann. Bei diesem handelt es sich demnach um ein Hilfsmittel zum Entwerfen. Als entsprechenden griechischen Begriff gibt Vitruv embates oder embater (ἐμβάτης) an. 
Bei seiner Beschreibung eines Tempelentwurfs dorischer Ordnung legt Vitruv die Hälfte des unteren Säulendurchmessers als Modul fest:
ex his pars una erit modulus, qui graece ἐμβατης dicitur, cuius moduli constitutione ratiocinationibus efficiuntur omnis operis distributiones. Crassitudo columnarum erit duorum modulorum, altitudo cum capitulo XIIII. … (Vitruv 4.3.3f)
„Ein solcher Teil wird Modul genannt, auf griechisch ἐμβατης. Mit diesem festgesetzten Grundmaß wird durch Berechnung die Gliederung des gesamten Bauwerkes vorgenommen. Die Dicke der Säulen wird 2 Grundmaße sein, die Säulenhöhe einschließlich der Kapitelle 14. …“
Hiervon abweichend verwendet er für die ionische Ordnung hingegen den gesamten unteren Säulendurchmesser als Grundeinheit (3.3.7 und 5.9.4). Auch an anderen Stellen gibt Vitruv Anweisungen, die auf einem Modul beruhen, ohne dass er den Begriff verwendet, so bei der Planung des korinthischen Kapitells (4.1.11–12).
Im Zusammenhang mit den Säulenordnungen verwendet man den Begriff des Modulus für den unteren Durchmesser bzw. für das Verhältnis der Höhe zum unteren Durchmesser, um die Schlankheit der Säulen anzugeben.